# Paralastor simillimus
Paralastor simillimus är en stekelart som beskrevs av Perkins 1914. Paralastor simillimus ingår i släktet Paralastor och familjen Eumenidae. Inga underarter finns listade i Catalogue of Life.